# Boesenbergia flavorubra
Boesenbergia flavorubra är en enhjärtbladig växtart som beskrevs av Rosemary Margaret Smith. Boesenbergia flavorubra ingår i släktet Boesenbergia och familjen Zingiberaceae. Inga underarter finns listade i Catalogue of Life.